# New York dans la littérature
Les œuvres de la littérature, moderne ou classique qui ont pour cadre New York sont très nombreuses. En effet, comme c'est le cas dans le domaine de la télévision, la ville de New York a été et demeure une source d'inspiration pour de nombreux écrivains, parfois eux-mêmes originaires de la ville, qui ont soit consacré leur livre à New York, soit pris Big Apple comme cadre pour leur histoire. Voici les œuvres les plus célèbres qui mettent en scène New York.

## Auteurs américains
- Horatio Alger : nombreux romans sur New York
- Paul Auster : Trilogie new-yorkaise, Moon Palace, Brooklyn Follies...
- James Baldwin : Harlem Quartet
- Ned Buntline : Mystères et misères de New York
- Caleb Carr : L'Aliéniste
- Jerome Charyn : Marilyn la dingue, Zyeux bleus, Kermesse à Manhattan, Bronx Boy
- John Dos Passos : Manhattan Transfer
- Bret Easton Ellis : American Psycho
- Ralph Ellison : L'Homme Invisible
- Francis Scott Fitzgerald : Gatsby le magnifique
- Colin Harrison : Manhattan Nocturne, Havana Room
- Chester Himes : La Reine des pommes
- Washington Irving : Histoire de New York - depuis le commencement du monde jusqu'à la fin de la domination hollandaise - par Diedrick Knickerbocker [1824], éd. établie par Valentin Fonteray, Paris, Éditions Amsterdam, 2006
- Henry James : La Scène américaine
- Thomas Kelly : Le Ventre de New York
- Herbert Lieberman : Nécropolis
- Ed McBain : Chroniques du 87e District
- Henry Miller : "Tropique du Capricorne"
- Toni Morrison : Jazz
- Hubert Selby : Last Exit to Brooklyn et Retour à Brooklyn ((en) Requiem for a Dream)
- David Schickler : Comédie new-yorkaise
- Edith Wharton : Le Temps de l'innocence
- Walt Whitman : Les Feuilles d'herbe
- Tom Wolfe : Le Bûcher des vanités
- Siri Hustvedt : Tout ce que j'aimais
- Claire Messud : Les Enfants de l'empereur
- Jay McInerney : Trente ans et des poussières, La belle vie
- Jonathan Safran Foer : Extrêmement fort et incroyablement près
- Douglas Kennedy : Les désarrois de Ned Allen
- Cecily von Ziegesar: Gossip Girl
- J. D. Salinger : L'Attrape-cœurs
- Candace Bushnell : Sex and the City

## Auteurs anglophones
- Colum McCann : Les saisons de la nuit ; Et que le vaste monde poursuive sa course folle

## Auteurs francophones
- Frédéric Beigbeder : Windows on the World
- Pierre Bourgeade : New York Party
- Blaise Cendrars : "Les Pâques à New York"
- Louis-Ferdinand Céline : Voyage au bout de la nuit
- Didier Decoin : Abraham de Brooklyn
- Georges Duhamel (1884 - 1966) : Scènes de la vie future
- Dominique Lapierre et Larry Collins : Le Cinquième Cavalier
- Dominique Lapierre et Larry Collins : New York brûle-t-il ?
- Paul Morand : New York
- Georges Simenon : Maigret à New York
- Claude Simon : Les Corps conducteurs
- Maud Tabachnik : New York, Balafres
- Stefan Wul : Niourk (1957) (où "Niourk" est la déformation de "New York" dans un monde futur).
- Léopold Sédar Senghor :  "Poème à New York"

## Auteurs hispanophones
- Federico García Lorca : Poeta en Nueva York